# Ewa Hensz-Chądzyńska
Ewa Jadwiga Hensz-Chądzyńska (zm. 17 grudnia 2019) – polska matematyczka, prof. dr hab.

## Życiorys
Obroniła pracę doktorską, 22 lutego 1993 habilitowała się na podstawie dorobku naukowego i pracy zatytułowanej Szeregi i mocne prawa wielkich liczb w przestrzeni L2 nad algebrą von Neumanna. Objęła funkcję profesora nadzwyczajnego w Katedrze Analizy Funkcjonalnej na Wydziale Matematyki i Informatyki Uniwersytetu Łódzkiego.
Zmarła 17 grudnia 2019.

## Publikacje
- 1987: Wykłady z analizy matematycznej. Cz. 2 / Ewa Hensz, Janina Staniszewska[3]
- 1992: Szeregi i mocne prawa wielkich liczb w przestrzeni L~(2 nad algebrą von Neumanna[4]
- 1996: The bundle convergence in von Neumann algebras and their L2-spaces / Ewa Hensz, Ryszard Jajte, Adam Paszkiewicz[3]
- 1997: Almost sure convergence of projections in Lp-spaces / Ewa Hensz-Chądzyńska, Ryszard Jajte, Adam Paszkiewicz[3]
- 1998: Random stain / Ewa Hensz-Chądzyńska, Ryszard Jajte, Adam Paszkiewicz[3]